# Gare d'Albi-Madeleine
Pour les articles homonymes, voir Gare d'Albi.
La gare d'Albi-Madeleine est une gare ferroviaire française de la ligne de Castelnaudary à Rodez, située sur le territoire de la commune d'Albi, dans le département du Tarn, en région Occitanie. Elle est établie dans le quartier de la Madeleine, sur la rive droite du Tarn.
Elle est mise en service en 1858 par la Compagnie des houillères et chemins de fer de Carmaux-Toulouse, avant de devenir la « gare d'Albi-Midi » de la Compagnie des chemins de fer du Midi et du Canal latéral à la Garonne (Midi). C'est, en importance, la seconde gare de voyageurs de la ville, la première étant celle d'Albi-Ville. Du temps des compagnies privées, elle a été dénommée gare du Midi ou Albi-Midi, alors que la gare d'Albi-Ville était dénommée gare d'Orléans ou Albi-Orléans.
C'est une gare de la Société nationale des chemins de fer français (SNCF), desservie par des Intercités de nuit menant à Paris-Austerlitz et des trains régionaux de la liaison Toulouse - Albi - Rodez du réseau TER Occitanie. Elle est ouverte au service Fret SNCF.

## Situation ferroviaire
Établie à 161 mètres d'altitude, la gare d'Albi-Madeleine est située au point kilométrique (PK) 415,225 de la ligne de Castelnaudary à Rodez, entre les gares ouvertes d'Albi-Ville et de Carmaux.
La gare comporte deux quais d'une longueur de 220 m.

## Histoire
L'embarcadère d'Albi-Madeleine est mis en service officiellement le 1er mai 1858 par la Compagnie des houillères et chemins de fer de Carmaux-Toulouse lorsqu'elle ouvre le service régulier, voyageurs et marchandises, de sa ligne de Carmaux à Albi. Les premiers trains y ont roulé dès le mois d'octobre 1857 et l'inauguration officielle a eu lieu le 7 décembre 1857. Cette première gare est établie sur la rive droite du Tarn face à la ville d'Albi, à proximité du faubourg de la Madeleine. Un dispositif similaire à celui des mines de charbon de Newcastle permet un chargement des bateaux directement par les wagons. La gare dispose d'un bâtiment provisoire en bois construit en 1858.
Le 24 octobre 1864, la gare d'Albi est reliée à celle d'Albi-Orléans avec l'ouverture de ce tronçon de la future ligne de Castelnaudary à Carmaux.
En 1866, la ligne de Carmaux à Albi est rachetée par la Compagnie des chemins de fer du Midi et du Canal latéral à la Garonne (Midi) ce qui entraine le changement de nom de la gare qui devient la « gare du Midi » ou Albi-Midi.

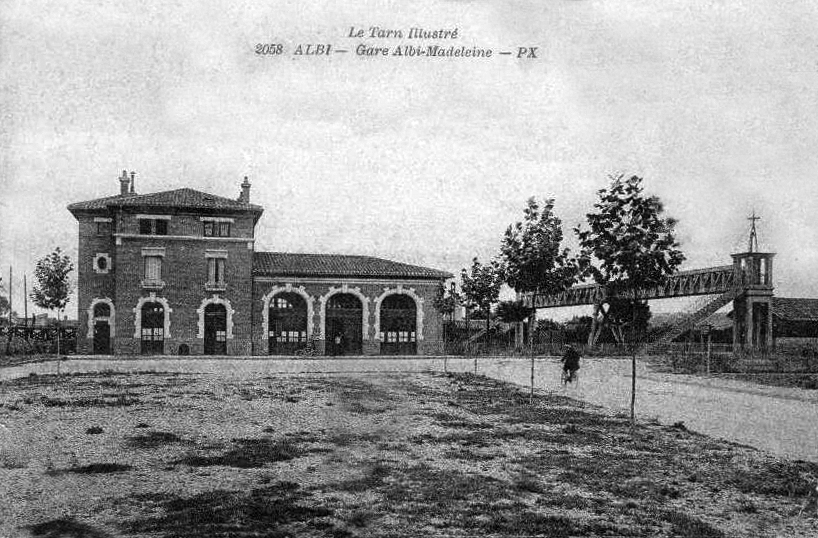
Le bâtiment voyageurs et sa passerelle vers 1916

En août 1900, le conseil général émet le vœu que l'on « fasse construire en maçonnerie la gare d'Albi-Midi du côté opposé où se trouve la gare actuelle, construite en bois », le rapporteur indique que ce vœu est similaire à celui déposé par le conseil municipal : « La prochaine mise en exploitation de la ligne de Carmaux à Rodez donner une certaine importance à la gare d'Albi-Midi et la transformation de sa baraque en bois en bonne maçonnerie s'impose ». L'édifice d'origine en bois est détruit par un incendie en 1903.
Le 29 mai 1910, une décision ministérielle approuve la reconstruction du bâtiment des voyageurs et l'agrandissement et le remaniement des installations de la gare d'Albi-Midi. En 1911 les travaux n'ont pas encore débuté. Le 28 décembre 1912 un décret déclare d'utilité publique les travaux à exécuter pour la reconstruction de la gare d'Albi-Midi. Fin 1913, un décret autorise la compagnie du Midi « à percevoir à la gare d'Albi-Midi, au profit de la commune et pour une durée maximum de vingt ans, des surtaxes locales applicables aux voyageurs, à partir de la mise en service des nouvelles installations ». En juin 1914, les travaux sont en cours. Ce nouveau bâtiment est mis en service en 1916
En 1999, la gare a une activité en augmentation, son chiffre d'affaires atteint 2 millions de francs, le transit de marchandises a atteint les 200 000 tonnes et le guichet vent environ 500 billets par mois.
Fin 2008 et début 2009, le bâtiment voyageurs est restauré et modernisé par des travaux réalisés dans le cadre du « Contrat Plan Rail ». Cela consiste notamment : à la restauration à l'identique des façades classées, à la réfection de la salle d'attente dont le confort est amélioré, au réaménagement des guichets et bureaux, et la reprise des sanitaires rendus accessibles aux personnes à la mobilité réduite. Sur le quai pour Toulouse, un abri pour les voyageurs a été ajouté. L'amplitude horaire de l'ouverture de la gare est augmentée avec un début du service pour les voyageurs à 6 h 20. Le parking est également amélioré et agrandi par la ville. Pour l'inauguration de la gare rénovée, les voyageurs des premiers trains, le 18 mai, ont un petit déjeuner offert par l'exploitant.
En 2012 la ligne est fermée du 30 avril au 30 septembre pour la rénovation des quais de plusieurs gares dont celle d'Albi-Madeleine. Les travaux de réfection incluent des aménagements pour l'accessibilité des personnes à la mobilité réduite : les quais sont rehaussés, un cheminement du parking au quai est aménagé avec des rampes, l'éclairage est amélioré.

### Fréquentation
L'évolution de la fréquentation de la gare est présentée dans le tableau ci-dessous. En 2020, avec 37 520 voyageurs, la gare d'Albi-Madeleine est la treizième gare la plus fréquentée du Tarn sur les 26 que compte le département.
| Année               | 2015   | 2017   | 2019   | 2020   | 2021   | 2022   | 2023   |
| ------------------- | ------ | ------ | ------ | ------ | ------ | ------ | ------ |
| Nombre de voyageurs | 63 723 | 55 019 | 51 855 | 37 520 | 57 591 | 80 495 | 89 396 |

## Service des voyageurs

### Accueil
Gare SNCF, elle dispose d'un bâtiment voyageurs, avec guichets et salle d'attente, ouvert du lundi au vendredi et fermé les samedis dimanches et jours fériés. Elle est équipée d'automates pour l'achat de titres de transport TER.

### Desserte
Albi-Madeleine est desservie par des trains Intercités de nuit qui relient Paris-Austerlitz à Albi-Ville.
Elle est également une gare régionale du réseau TER Occitanie, desservie par des trains express régionaux qui circulent entre Toulouse-Matabiau et Carmaux. Au-delà de Carmaux, certains trains sont prolongés jusqu'à Rodez. Le temps de trajet est d'environ 1 heure à 1 heure 20 depuis Toulouse-Matabiau, et d'environ 15 minutes depuis Carmaux. En semaine, l'intervalle de passage entre deux trains dans chaque sens varie de 15 minutes à 2 heures.

### Intermodalité
Un parc pour les vélos et un parking (62 places) pour les véhicules y sont aménagés.
Elle est desservie par des bus du réseau LibéA (lignes A et A1).

## Service des marchandises
La gare d'Albi-Madeleine est ouverte au service Fret SNCF (code gare: 615195): elle dispose de 4 installations terminales embranchées, mais certaines de ces ITE desservaient la centrale de Pelissier, qui maintenant n'existe plus depuis sa cessation d'activité en 2006.

## Patrimoine ferroviaire
Le bâtiment voyageurs, mis en service en 1916 par la Compagnie du Midi, est composé d'un corps principal de base carré, avec deux ouvertures, un étage et des combles sous une toiture à quatre pans, et d'une aile avec trois grandes ouvertures sur sa longueur et une largeur identique au corps principal. Il utilise de la brique rouge pour les murs, de la pierre blanche pour les ouvertures et une toiture en tuiles.